# جنگنده گونه ۳
جنگنده گونه ۳ هی‌یِن (پرستو) (به ژاپنی: 三式戦闘機 飛燕) (عنوان طراحی: کی-۶۱) یک هواگرد تک‌باله بال‌پایین تک‌موتوره تک‌سرنشین ساخت شرکت کاواساکی در امپراتوری ژاپن بود. این هواگرد نخستین پرواز خود را ماه دسامبر سال ۱۹۴۱ انجام داد و در سرتاسر جنگ جهانی دوم در نواحی مختلف در نیروی هوایی نیروی زمینی امپراتوری ژاپن خدمت کرد. هی‌یِن تنها جنگنده پرشمار ژاپنی در این دوران با موتور خطی خنک‌شونده با آب بود. این مسئله در ابتدا متفقین را به این تصور اشتباه انداخت که ژاپنی‌ها در حال استفاده از هواگردهای آلمانی تولید شده با مجوز هستند.

## طراحی و توسعه
کی-۶۱، همزمان با کی-۶۰، به عنوان یک جنگنده سبک‌تر و چندمنظوره توسط مهندس دوی تاکئو به همراه اووادا شین طراحی شد تا جایگزین جنگنده گونه ۱ (ناکاجیما کی-۴۳) در خدمت نیروی زمینی امپراتوری ژاپن شود. در ساخت این هواگرد از موتور آلمانی دایملر-بنتس دی‌ب ۶۰۱ با توان ۱٬۱۷۵ اسب بخار به کار رفت که شرکت کاواساکی با پروانه آن را تحت عنوان «ها-۴۰» تولید می‌کرد. کی-۶۱ برای نخستین بار در ماه دسامبر سال ۱۹۴۱ به پرواز درآمد. مجموعاً ۱۲ پیش‌نمونه تولید شد. تولید انبوه در ابتدا با عنوان جنگنده گونه ۳ مدل ۱ (کی-۶۱–۱) آغاز شد. این مدل بعداً هی‌ین (پرستو) نام گرفت.

## مدل‌ها
- کی ۶۱–۱:: مدل پایه و اصلی - ۱٬۳۸۰ فروند[۲]
  - کی-۶۱–۱-کو: با دو مسلسل ۱۲٫۷ م‌م و دو مسلسل ۷٫۷ م‌م[۱]
  - کی-۶۱–۱-اوستو: با چهار مسلسل ۱۲٫۷ م‌م[۱]
- برای ۳۸۸ فروند به صورت میدانی یا در کارخانه مسلسل‌های بال با توپ خودکار ۲۰ م‌م ام‌گه ۱۵۱ جایگزین شد.[۱]
- کی-۶۱–۱-کای-هِی: با دو توپ خودکار ۲۰ م‌م در بدنه، بال‌های تقویت‌شده و بخش پشت بدنه اصلاح‌شده - ۱٬۲۷۴ فروند[۱]
- کی-۶۱–۲: توسعه‌یافته از طرح پایه با موتور ها-۱۴۰ با توان ۱٬۵۰۰ اسب بخار هنگام برخاستن - بال جدید با ۱۰ درصد مساحت بیشتر - برخی اصلاحات ساختاری[۱] از جمله در آسمانه[۳] - برای عملیات در ارتفاع بلند[۲] - نخستین پرواز پیش‌نمونه در ماه دسامبر سال ۱۹۴۳ – ۸ پیش‌نمونه[۱] - مجموعاً ۳۷۴ فروند[۲]
  - کی-۶۱–۲-کای: بازگشت به بال استاندارد - تولید در نسخه‌های کو و استو - به جهت کمبود موتور ها-۱۴۰ تنها ۱۲۹ فروند (شامل پیش‌نمونه‌ها) تولید شد.[۱]
- کی-۶۱–۳: پشت بدنه کوتاه‌تر و آسمانه با دید همه‌جانبه - به جهت آغاز پروژه کی-۱۰۰، به مرحله تولید نرسید.[۳]

## تولید
مجموعاً ۳٬۰۲۸ فروند تمامی مدل‌های جنگنده گونه ۳ تولید شد.

## تاریخچه عملیاتی

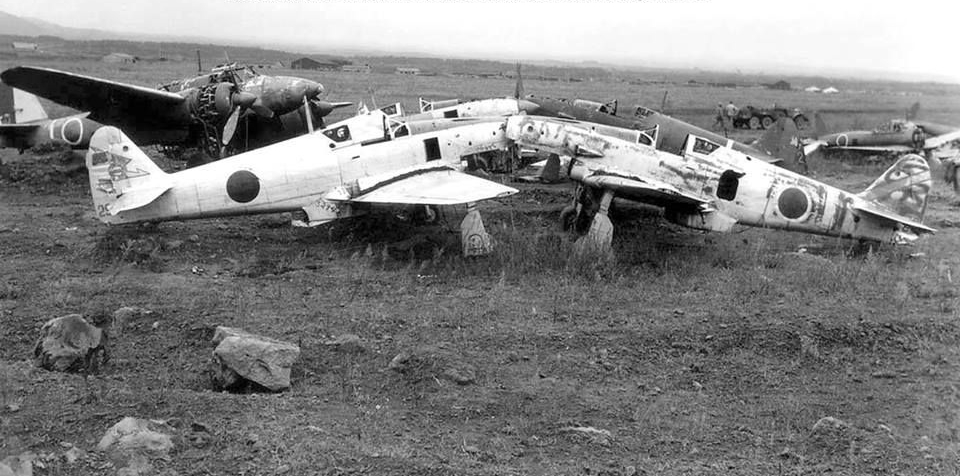
کی-۶۱–۱-کای-هِی

جنگنده گونه ۳ از ماه اوت سال ۱۹۴۲ تحویل یگان‌های هوایی خط مقدم شد و در تمامی نواحی درگیری‌ها به‌کار رفت. این هواگرد تنها جنگنده عملیاتی ژاپنی در این دوران با موتور وی معکوس بود. گفته می‌شود در ابتدا به جهت تشابه ظاهری، خلبانان متفقین به اشتباه گزارش می‌کردند که ژاپنی‌ها از جنگنده آلمانی ب‌اف ۱۰۹ استفاده می‌کنند. متفقین به این تصور افتادند که این هواگردها تولیدات با پروانه ژاپن از جنگنده آلمانی ب‌اف ۱۰۹ هستند. پس از آن که چند نمونه از آن‌ها به غنیمت درآمد غلط بودن این پندار مشخص شد. البته در واقع این جنگنده‌های ژاپنی استفاده زیادی از موتور و تسلیحات آلمانی می‌کردند.

## مشخصات فنی
کی-۶۱–۱-کای-هِی:
مشخصات عمومی
- خدمه: ۱ نفر
- طول: ۸٫۹۴ متر
- طول بال: ۱۲ متر
- ارتفاع: ۳٫۷ متر
- مساحت بال: ۲۰ متر مربع
- وزن خالی: ۲٬۶۳۰ کیلوگرم
- وزن بارگذاری‌شده: ۳٬۴۷۰ کیلوگرم
- نیرومحرکه: ۱ × موتور وی‌شکل ۱۲ سیلندر کاواساکی ها-۴۰ خنک‌شونده با آب: ۱٬۱۷۵ اسب بخار هنگام برخاستن

عملکرد
- حداکثر سرعت: ۵۸۰ کیلومتر بر ساعت (۵۶۰ کیلومتر بر ساعت[۳]) در ۵٬۰۰۰ متری
- سرعت اوج‌گیری: ۵٬۰۰۰ متر در ۷ دقیقه
- سقف پروازی: ۱۰٫۰۰۰[۳]
- برد معلوم: ۵۸۰ کیلومتر
- بیشینه برد: ۱٬۹۰۰ کیلومتر[۳]

تسلیحات
- ۲ × توپ خودکار ۲۰ م‌م در بدنه
- ۲ × مسلسل ۱۲.۷ م‌م[۳]
- ۲ × بمب ۲۵۰ کیلوگرمی[۳]